# Emile Henry

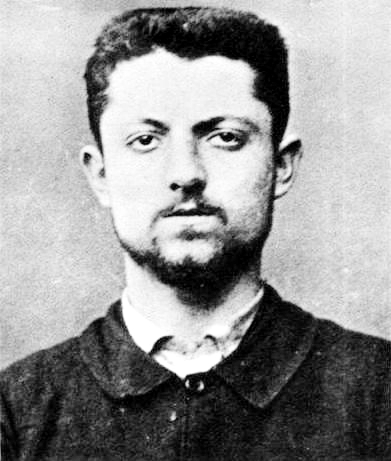
Emile Henry

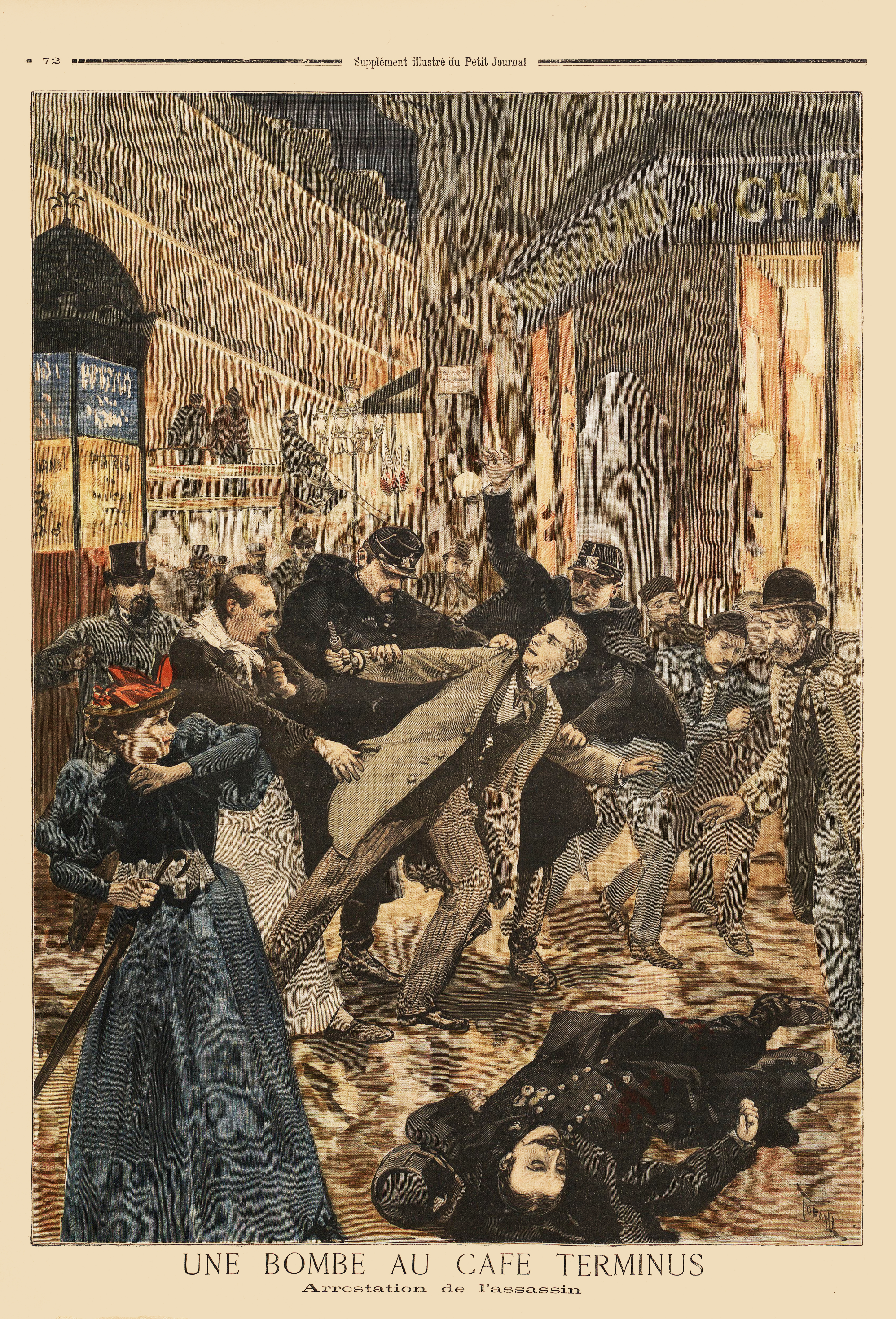
Illustratie van de arrestatie van Henry

Emile Henry (Barcelona, 26 september 1872 – Parijs, 21 mei 1894) was een Frans anarchist die in 1894 een bomaanslag pleegde in Café Terminus te Parijs.

## Leven

### Jonge jaren
Henry was de zoon van een communard die naar Spanje was gevlucht nadat hij (bij verstek) ter dood was veroordeeld. Nadat hij amnestie kreeg keerde Henry senior met zijn gezin in 1881 terug naar Frankrijk. Op school was Henry een uitmuntende leerling, maar al op vroege leeftijd ontwikkelde hij revolutionaire ideeën.

### Aanslag
In 1892 verdacht de politie Henry van de bom bij het kantoor van de Societé des Mines de Carmaux in Parijs, maar ze kon geen bewijs vinden. Tijdens zijn proces beweerde hij dat hij die bom inderdaad had geplaatst, maar het is nooit komen vast te staan.
Op 12 februari 1894 wierp Henry een bom met 120 kogels in het café van hotel Terminus, nabij Gare Saint-Lazare, waarbij één dode en vijf gewonden vielen. Na een wilde achtervolging werd hij gepakt door de politie. Hij toonde zich na aanhouding trots op zijn daad. Toen de officier van justitie hem voorwierp dat het toch onschuldige burgers waren die Café Terminus bezochten antwoordde hij: "Er zijn geen onschuldige burgers. Het betrof mensen die tevreden zijn met de huidige gang van zaken, die de regering goedkeuren en steunen. Domme, verwaande ambtenaren die 300 franc per maand verdienen, die het volk haten en altijd aan de kant van de sterkste staan. Het spijt me alleen dat ik er niet meer gedood heb." Hij stelde dat hij de anarchist Auguste Vaillant had willen wreken, die op 5 februari 1894, een week voor de aanslag, terechtgesteld was.

### Proces en terechtstelling
Tijdens zijn proces erkende Henry ten volle schuld. Aan het einde van het proces las hij een verklaring voor, waarin hij de typerende uitspraak deed: "Ik hou van alle mensen vanwege hun menselijkheid en voor het potentieel dat ze met zich meedragen, maar ik minacht ze voor wat ze werkelijk zijn" Hij eindigde zijn verklaring als volgt: "In deze meedogenloze oorlog die wij de bourgeoisie verklaard hebben vragen wij geen medelijden. We brengen de dood maar weten die ook te ondergaan. Daarom wacht ik uw vonnis gelaten en onverschillig af. Talrijk zijn onze doden, in Chicago opgehangen, in Duitsland onthoofd, gefusilleerd in Barcelona, geguillotineerd in Parijs, maar toch heeft u het anarchisme niet kunnen uitroeien. Haar wortels gaan diep: het is geboren uit de schoot van een verrotte maatschappij die nu in ontbinding is. De anarchie is overal, zij is ontembaar en ten slotte zal zij u verslaan en doden."
Op 21 mei 1894 werd Henry op 21-jarige leeftijd door de guillotine onthoofd. Een menigte bejubelde met eerbied de lijkwagen die hem afvoerde.